# Krascheninnikovia
Krascheninnikovia es un género con 25 especies descritas de plantas herbáceas, perteneciente a la familia Amaranthaceae.

## Distribución
El área de distribución nativa de este género se extiende desde Eurasia occidental y América del Norte hasta el oriente de Europa Central. En España se encuentra únicamente la especie Krascheninnikovia ceratoides, que aparece en Aragón (Zaragoza y Teruel) y Granada.

## Descripción
Planta perenne y arbustiva (por lo general de tamaño pequeño) que pueden ser monoicas o dioicas, con densos pelos estrellados-dendroides, dando una apariencia peluda a las plantas. Hojas alternas, lanceoladas a elípticas u ovadas, las hojas más amplias ligeramente cordadas en la base. Flores en fascículos y estaminadas con 4 bractéolas, así como también, pistiladas sin perianto pero con 2 bractéolas peludas que se unen por encima de la media y plegadas. Fruta sedosa adjunta dentro de las bractéolas cabelludas; estilo corto con 2, estigmas filiformes. Semilla erguida con pericarpio membranoso, embrión en forma de herradura y de color verde.

## Taxonomía
El género fue descrito por Johann Anton Güldenstädt y publicado en Novi Commentarii Academiae Scientiarum Imperalis Petropolitanae 16: 551, en 1772.

#### Etimología
Krascheninnikovia: nombre genérico otorgado en honor de Stepán Krashenínnikov (1711 – 1755), botánico, explorador y geógrafo ruso, quién se desempeñó como profesor en San Petersburgo y ocupó el cargo de director en el jardín botánico de la ciudad. Además, destacó por su participación en diversas expediciones y viajes de exploración que abarcaron lugares como Alaska, Islas Kuriles, Kamchatka y Siberia a principios y mediados del siglo XVIII.

## Especies
Comprende 3 especies aceptadas:
- Krascheninnikovia ceratoides (L.) Gueldenst., 1772
- Krascheninnikovia fruticulosa (Pazij) Czerep., 1995
- Krascheninnikovia lanata (Pursh) A.Meeuse y A.Smit, 1971